# Микроартроподы
Микроартроподы (от Микро… и Артроподы; Microarthropods) — особая размерная группа мелких беспозвоночных животных из типа членистоногие. Их размеры (обычно от одного до нескольких миллиметров) определяют их места обитания (обычно почвы), экологические особенности и методы изучения.
Отличительной особенностью микроартропод почв является то, что функционально они способны активно передвигаться только в пределах существующих в почве и подстилке естественных пор (порозность почвы), полостей или ходов от более крупных организмов или корней.

## Основные представители
Микроартроподы представляют собой разнообразную, таксономически разобщенную группу мелких животных, включающую представителей различных классов и отрядов членистоногих. Вот их основные характеристики и особенности:

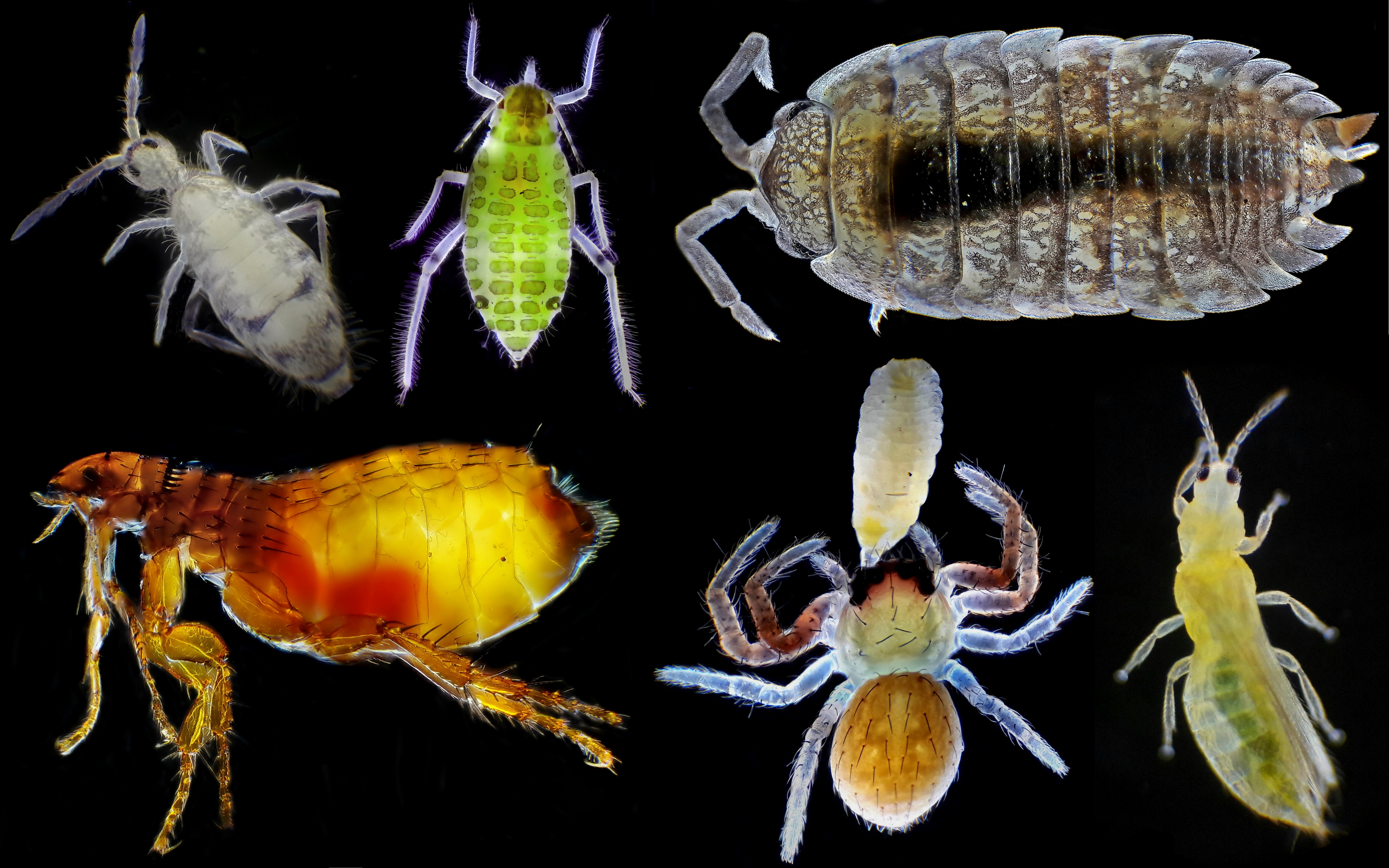
Мелкие членистоногие под микроскопом

Микроартроподы включают в основном группы:
- Почвенные и поверхностные коллемболы (или ногохвостки)
- Почвенные клещи: орибатиды, гамазовые клещи, акариформные клещи и другие мелкие паукообразные
- Пылевые клещи
- Двухвостки
- Мелкие многоножки
- Мелкие насекомые и их личинки
- Мелкие ракообразные.

Многие виды микроартропод ещё не описаны и требуют дальнейшего изучения.

## Описание

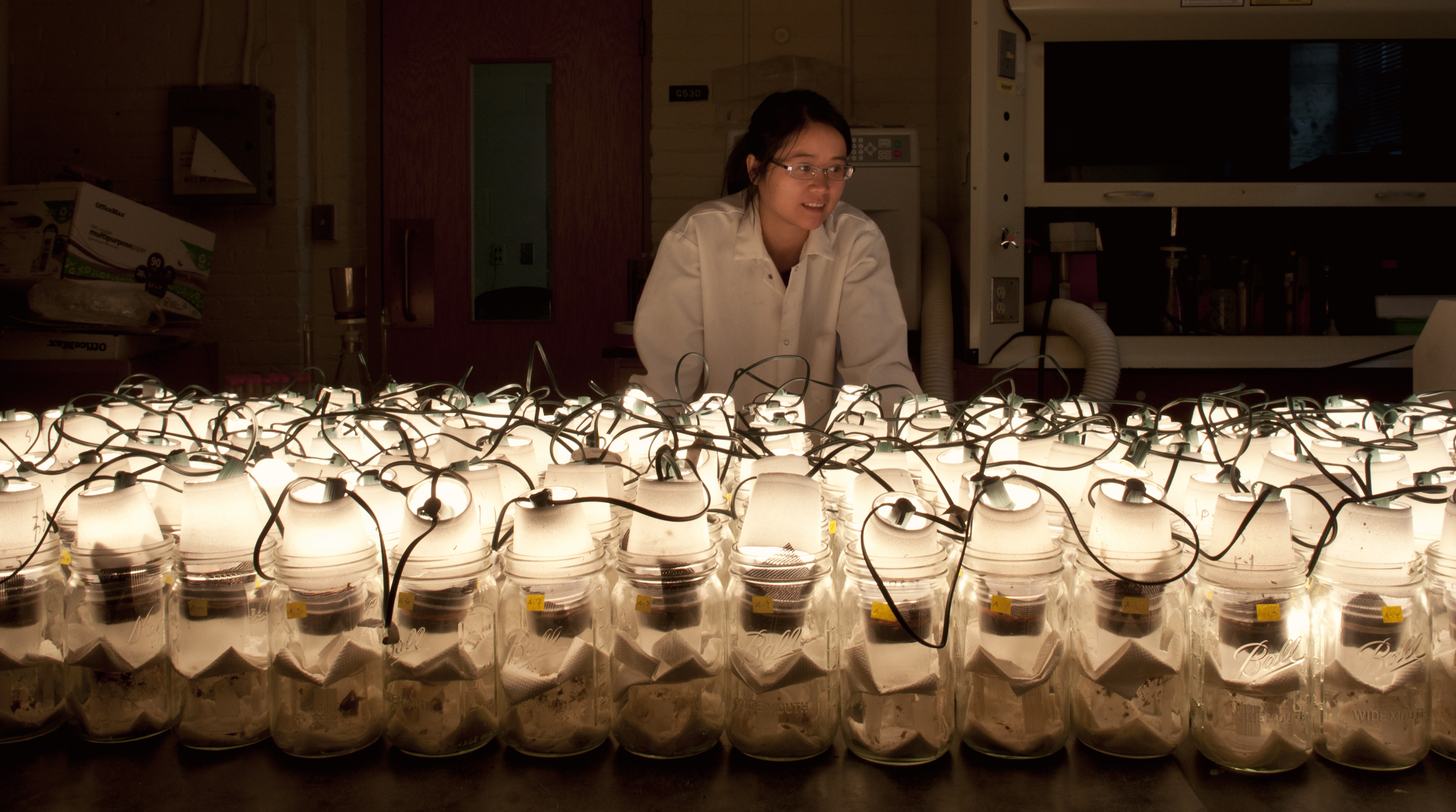
Изучение почвенных микроартропод

Размеры: от долей миллиметра до нескольких миллиметров.
Тело, как и у всех членистоногих — сегментированное (с членистыми конечностями).
Микроартроподы встречаются практически повсеместно, чаще всего в опавших листьях, почвенной подстилке и верхних слоях почвы. Они играют важную роль в ускорении разложения органического вещества и формировании почвенной структуры.
В воде они являются частью планктона или бентоса.
Встречаются хищные и паразитические виды.

## Значение
Микроартроподы — это важная и многочисленная группа организмов, играющая ключевую роль в поддержании баланса экосистем.
Сообщества микроартропод — биоиндикаторы оценки состояния окружающей среды, так как очень чувствительны к изменениям в экосистемах. Их изучение помогает лучше понимать процессы, происходящие в природе, и оценивать состояние окружающей среды.
Микроартропод почв (педобионты) изучают почвенные зоологи (коллембологи, акарологи и другие).